# Jacobus Johannes Pieter Oud
Jacobus Johannes Pieter Oud, comunemente chiamato J. J. P. Oud (Purmerend, 9 febbraio 1890 – Wassenaar, 5 aprile 1963), è stato un architetto e urbanista olandese.
Studiò ad Amsterdam e a Delft. Ad Amsterdam trascorse un periodo di apprendistato presso lo studio di P.J.H. Cuypers. Successivamente si recò a Monaco, dove lavorò nello studio di Theodor Fischer per poi trasferirsi a Leida dove collaborò con gli architetti A.J. Van der Steur, Willem Marinus Dudok, H. Kamerling-Onnes. In quegli anni conobbe anche Theo Van Doesburg e con lui, Piet Mondrian e Cornelis van Eesteren fondò la rivista “De Stijl”.
Oud realizzò alcuni quartieri popolari che costituiscono uno dei momenti più alti dell'impegno etico-estetico del Movimento Moderno; esempi significativi sono i blocchi di case operaie Spangen (1918-1919) e Kiefhoek (1925-1927) a Rotterdam, i quartieri operai di Hoek van Holland (1924), case minime in serie per il quartiere Weissenhof a Stoccarda (1927).
Queste opere, che affondano le loro radici nella evolutissima tradizione abitativa olandese, sono caratterizzate da una composizione armonica di spazi interni ed esterni in volumetrie dalle superfici intonacate di bianco, dove spiccano i riquadri delle porte e delle finestre, dipinte con i colori puri di Mondrian.
Tali esiti sono il risultato sia di una grande opera di riflessione e approfondimento sul tema dell'abitazione sia di una profonda conoscenza delle più recenti ricerche in questo campo a livello internazionale; Oud, infatti, ancor prima di aderire alla corrente neoplasticista, aveva studiato la lezione dell'architettura domestica inglese nonché gli esperimenti condotti in questo senso da Frank Lloyd Wright.
Proprio in virtù di questi studi, egli diede un'interpretazione del tutto personale del neoplasticismo e della scomposizione dello spazio predicata dal De Stijl e rimase una cifra importante della sua opera, anche quando nel 1933 abbandonò il suo ruolo di architetto della città di Rotterdam e riprese l'attività privata. Di questo periodo si ricordano il Palazzo Shell a L'Aia (1938-1942), il sanatorio per fanciulli presso Arnhem (1952-1960), il palazzo governativo per la provincia meridionale olandese (L'Aia, 1952-1965), il Centro culturale a L'Aia (1956-1958) e il Municipio di Utrecht (1962).